# Josep Raich
Josep Raich y Garriga (Molins de Rey, 28 de agosto de 1913-Barcelona, 25 de julio de 1988 fue un futbolista español que jugó de delantero y de centrocampista. 

## Trayectoria
Se inició en el fútbol en el Juventudes Católicas de Molins de Rey. En 1933 pasó al Fútbol Club Barcelona. En liga debutó en el partido contra el Arenas de Guecho el 2 de diciembre de 1934 con victoria de 4 a 0. 
En 1936, aprovechando una gira del club azulgrana por América muchos jugadores de la plantilla se fueron a México y Francia. Josep Raich se marchó a Francia donde jugó en el FC Sète y en el Troyes AC de 1937 a 1940.  
En 1940 retornó al Fútbol Club Barcelona después de cumplir un año de sanción que le impuso la federación española.
Jugó con el Barça hasta su retirada en 1945. En este tiempo participó en la consecución de tres Campeonatos de Cataluña de fútbol, una Liga española y una Copa de España. En el primer partido de la temporada 45-46 el club le rindió homenaje. Jugó 244 partidos y marcó 50 goles en 11 temporadas con el Barça, de ellos 140 partidos en liga con 16 goles. 
Fue una vez internacional con la Selección de fútbol de España, el 28 de diciembre de 1941, contra Suiza, con victoria española por 3 a 2. 
El campo de fútbol y la peña azulgrana de Molins de Rei llevan su nombre.

## Palmarés
| Título                           | Club                  | Año  |
| -------------------------------- | --------------------- | ---- |
| Campeonato de Cataluña de fútbol | Fútbol Club Barcelona | 1935 |
| Campeonato de Cataluña de fútbol | Fútbol Club Barcelona | 1936 |
| Campeonato de Cataluña de fútbol | Fútbol Club Barcelona | 1938 |
| Copa de España                   | Fútbol Club Barcelona | 1942 |
| Liga                             | Fútbol Club Barcelona | 1945 |

## Equipos
| Club                  | País    | Año       |
| --------------------- | ------- | --------- |
| Juventudes Católicas  | España  |           |
| Fútbol Club Barcelona | España  | 1934-1936 |
| FC Sète               | Francia | 1937-1938 |
| Troyes AC             | Francia | 1938-1939 |
| Fútbol Club Barcelona | España  | 1940-1945 |